# Аноплопомові
Аноплопомові (Anoplopomatidae) — родина променеперих риб ряду скорпеноподібні (Scorpaeniformes). Великі рибі, завдовжки можуть сягати до 180 см. Тіло аноплопомових більш-менш веретеноподібне або торпедоподібне. Спинних плавців два. Хвостовий плавець виїмчастий. Рот кінцевий, великий, з гострими зубами. У цій родині є всього два види. Обидва види поширені на півночі Тихого океану. Це донні риби, що населяють материковий схил на глибині 100-800 м. Є об'єктами рибного промислу.

## Класифікація
- Рід Anoplopoma Ayres, 1859
  - Вид Anoplopoma fimbria (Pallas, 1814)
- Рід Erilepis Gill, 1894 
  - Вид Erilepis zonifer (Lockington, 1880)